# Чернухин, Александр Александрович
Александр Александрович Чернухин (15 сентября 1913 года (по ст. стилю), Темников — 7 января 1975 года, Саранск) — советский краевед, директор Темниковского краеведческого музея (середина 1930-х—1956). Автор краеведческих книг по истории города Темникова и Темниковского района, путеводителей по Мордовии и республиканской столице Саранску.

## Биография
Александр Чернухин родился в 1913 году. Об его отце малоизвестно: студент Московского Коммерческого института Александр Александрович Чернухин; венчался с Серафимой Павловной Разумовой в августе 1912 года, после рождения сына дальнейшая судьба А. А. Чернухина-отца не известна. Мать С. П. Чернухина, урождённая Разумова (4.07.1886 — 13.09.1959) из семьи темниковских мещан. Окончила Тамбовскую женскую гимназию и дополнительный класс Борисоглебской женской гимназии по предмету математики в июне 1904 года. С августа 1905 года и до закрытия служила классной надзирательницей (воспитательницей), а также преподавала чистописание в Темниковской женской прогимназии (с 1909 года — гимназии). Несколько лет состояла членом «Общества вспомоществования беднейшим ученицам Темниковской женской гимназии». С 1938 по 1957 год, до выхода на заслуженный отдых, С. П. Чернухина работала в детской библиотеке, став её организатором и заведующей. На её могиле на темниковском кладбище сын установил обелиск из чёрного гранита с эпитафией: «До последнего часа интерес к жизни был у неё неистощим». Бабушку, Марию Ивановну Разумову (1855—1930), А. А. Чернухин вспоминал в зрелом возрасте с теплотой и уважением, называя её «живой историей Темникова». Именно бабушка прорастила во внуке интерес к истории родной земли.
После смерти бабушки, в 1930-х годах А. А. Чернухин организовал краеведческий кружок в Темниковском педагогическом училище, где обучался. Затем, вероятно, с середины 1930-х годов работал в Темниковском краеведческом музее (закрыт в 1956-м), став его директором.
С 1941 года А. А. Чернухин работал в редакции радиовещания. Был призван Темниковским РВК Мордовской АССР. Как рядовой прибыл в военно-пересыльный пункт: СПП Московского ГВК 25 февраля 1943 года. Выбытие из воинской части СПП Московского ГВК не позднее 10.02.1943 в госпиталь. Последнее место службы: 863 сп 196 сд.
В феврале 1944 года заместитель редактора радиовещания А. А. Чернухин был членом комиссии, обследующей состояние могилы адмирала Фёдора Ушакова в Санаксарском монастыре.
В послевоенное время плодотворно работал в архивах и библиотеках Москвы, Ленинграда, Тамбова, Пензы, Саранска, собирая документы и краеведческий материал о Темникове. Результатом систематизации найденных сведений по истории Темниковского края стала книга «Записки краеведа», вышедшая в 1960 году небольшим тиражом. Спустя более десяти лет, в 1973 году, в серии «Города и села Мордовии» вышла подлинная летопись Темниковского края под названием «Темников». Книга подвела итог многолетней изыскательской работы Чернухина.
Между этими двумя изданиями в 1967 году вышла брошюра «Туристские маршруты по Мордовии» о достопримечательностях каждого района республики. Самый большой раздел осветил Темников и его памятные места.
В 1974 году Чернухин переехал на постоянное место жительства в Саранск (возможно, в связи с семейными обстоятельствами: Александр Александрович был женат).
Скоропостижно скончался 7 января 1975 года. Похоронен в Саранске.

## Память
В 2013 году в краеведческом музее Саранска прошла выставка, посвящённая 100-летию со дня рождения краеведа А. А. Чернухина.
Часть личного архива Чернухина хранится в Мордовском республиканском краеведческом музее, откуда передаётся в экспозиции различных региональных выставок.

## Отзывы
Советский писатель Г. П. Шторм: «…Знатоком своего края оказался в Темникове Александр Александрович Чернухин».